# Джерред Краус
Джерред Краус (англ. Jarred Crous, 27 червня 1996) — південноафриканський плавець.
Учасник Олімпійських Ігор 2016 року.